# Cliserio Alanís
Cliserio Alanís Tapia fue un militar mexicano que participó en la Revolución mexicana. Nació en Jiutepec, Morelos, hijo de Ignacio Alanís y Vicenta Tapia.
En 1911 se incorporó al movimiento maderista estatal, bajo las órdenes de Modesto Rangel. Alcanzó el grado de general brigadier en el Ejército Libertador del Sur. Operó en su región y en terrenos de la hacienda de San Gaspar.
Murió el 12 de marzo de 1918, cuando las fuerzas carrancistas le tendieron una emboscada entre los Tecorrales y el Puente de la Hacienda de Atlacomulco, en Morelos.